# Abbécourt
Ne doit pas être confondu avec Abbecourt ou Hébécourt.
Abbécourt est une commune française située dans le département de l'Aisne en région Hauts-de-France.

## Géographie

### Localisation
La commune d'Abbécourt se situe dans le canton de Chauny à 5,5 km du chef-lieu du canton par la route. Elle se situe à 2,1 km de la commune la plus proche qui est Ognes en orthodromie. Elle se situe à 3,6 km du chef-lieu de canton et à 32,2 km à vol d'oiseau de la préfecture du département. Par rapport à Paris, la commune est à 101,7 km à vol d'oiseau.
| Neuflieux        |           | Ognes       |
| Marest-Dampcourt | Abbécourt |             |
| Manicamp         |           | Bichancourt |

### Géologie et relief
Abbécourt se situe dans le Bassin parisien. Le sous-sol de la commune date surtout du Crétacé supérieur, lorsque le bassin parisien était recouvert d'eau de mer. L'altitude de la commune varie de 38 mètres à 64 mètres d'altitude, avec une moyenne de 45 mètres d'altitude. Le risque sismique est très faible.

### Délimitation et hydrographie

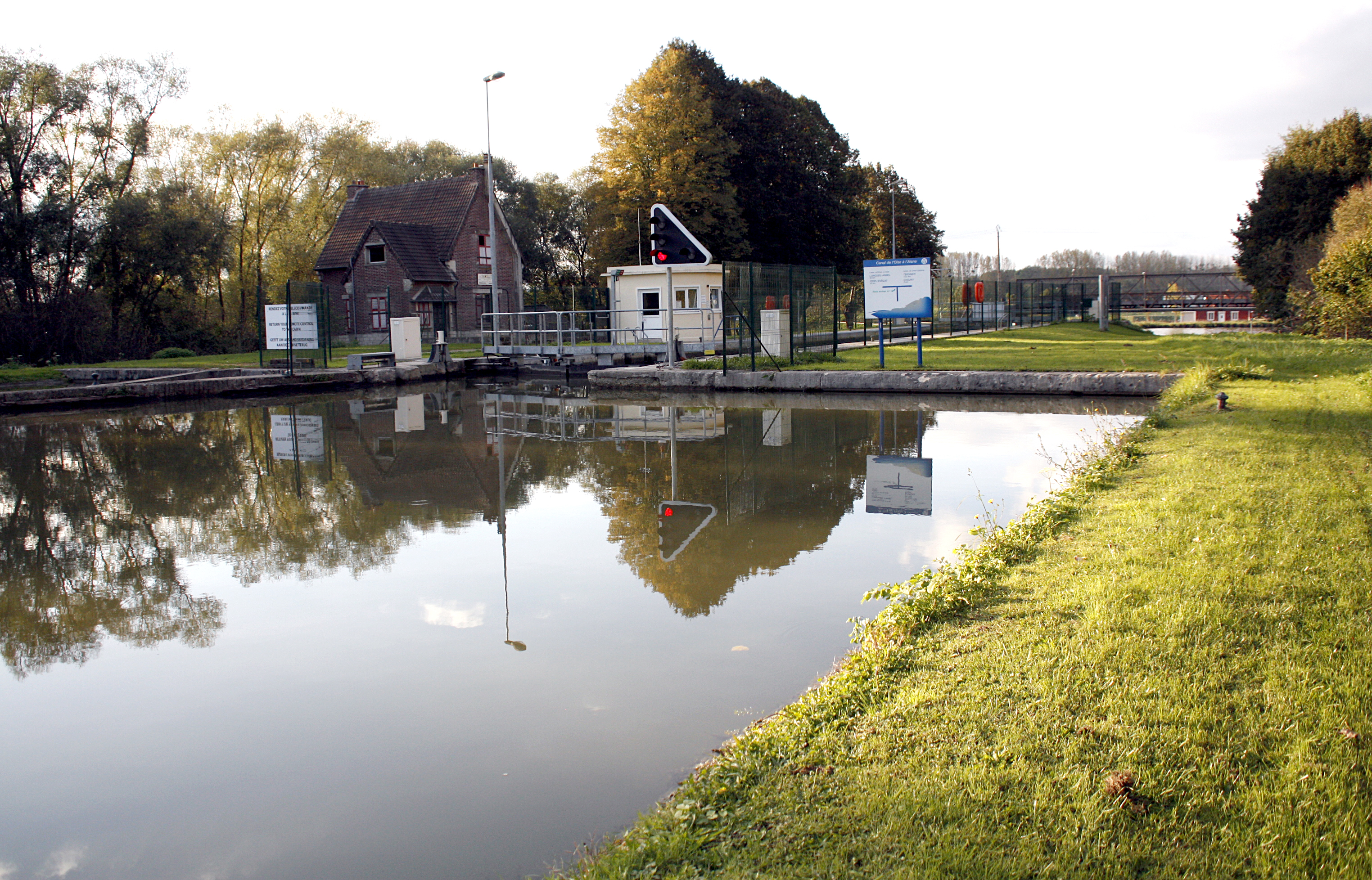
Écluse d'Abbécourt, début du canal de l'Oise à l'Aisne.

Le territoire de la commune est délimité, en grande partie, par des rivières : à l'ouest, par le ru de Vigny, au sud, par le ru de Pontoise et par l'Oise. D'autres cours d'eau traversent la commune, le Brouage et le canal latéral à l'Oise. La commune se situe sur le bassin versant de la Seine.

### Hydrographie

#### Réseau hydrographique
La commune est située dans le bassin Seine-Normandie. Elle est drainée par le canal de l'Oise à l'Aisne, le canal latéral à l'Oise, l'Oise, le Helot, le ru de Pontoise, le fossé de l'Eiréchy, le canal 02 de la commune d'Ognes, le cours d'eau 01 du Domaine de la Fontaine, le Gobelet, l'Oise et divers bras de Brouage,,.
Le canal de l'Oise à l'Aisne est un canal à bief de partage au gabarit Freycinet reliant les vallées de l'Oise et de l'Aisne. Il relie les communes d'Abbécourt et de Bourg-et-Comin en passant sous le tristement célèbre « Chemin des Dames ».
Le canal latéral à l'Oise est un canal de gabarit Freycinet qui dessert l'est de la Picardie. D'une longueur de 34 km, il connecte le canal de Saint-Quentin (depuis Chauny) à l'Oise canalisée à hauteur de Janville.
L'Oise prend sa source en Belgique, à 309 mètres d'altitude, dans l'ancienne commune de Forges et se jette dans la Seine à 20 mètres d'altitude, au Pointil en rive droite et en aval du centre de Conflans-Sainte-Honorine dans le département des Yvelines. D'une longueur 341 kilomètres, elle est presque entièrement navigable et bordée de canaux sur 104 kilomètres.
Le Hélot, d'une longueur de 18 km, prend sa source dans la commune de Ugny-le-Gay et se jette  dans le ru de Pontoise à Ognes, après avoir traversé six communes.
Librette, d'une longueur de 8 km, prend sa source dans la commune de L'Abergement-Clémenciat et se jette  dans 0 à L'Abergement-Clémenciat.

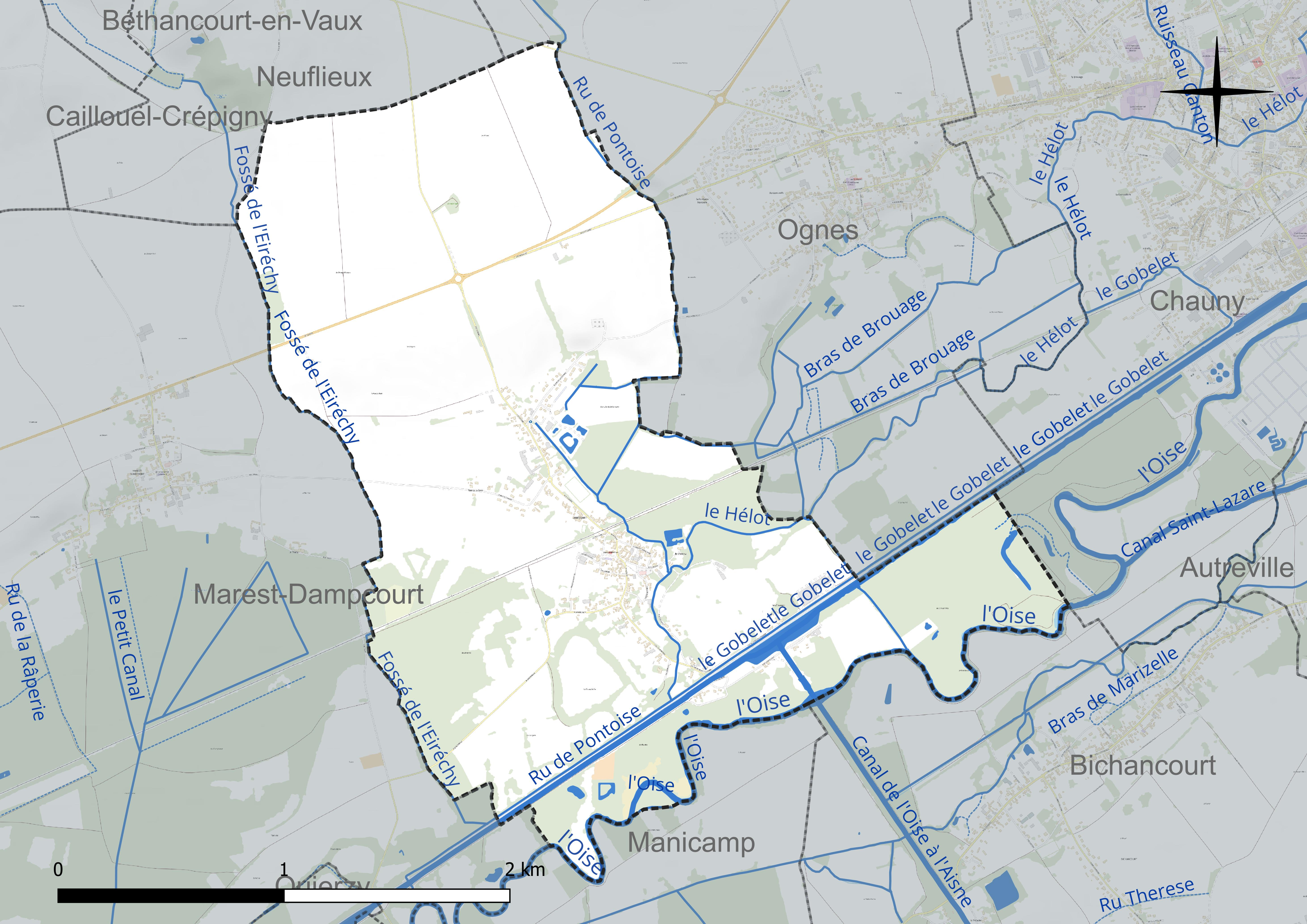
Réseau hydrographique d'Abbécourt.

#### Gestion et qualité des eaux
Le territoire communal est couvert par le schéma d'aménagement et de gestion des eaux (SAGE) « Oise moyenne ». Ce document de planification concerne un territoire de 1 013 km2 de superficie, délimité par le bassin versant de l'Oise moyenne. Le périmètre a été arrêté le 24 avril 2017 et le SAGE est, en 2024, encore en élaboration. La structure porteuse de l'élaboration et de la mise en œuvre est le syndicat mixte du SAGE Oise-Moyenne (SMOM).
La qualité des cours d'eau peut être consultée sur un site dédié géré par les agences de l'eau et l'Agence française pour la biodiversité.

### Climat
Pour des articles plus généraux, voir Climat des Hauts-de-France et Climat de l'Aisne.
En 2010, le climat de la commune est de type climat océanique dégradé des plaines du Centre et du Nord, selon une étude du CNRS s'appuyant sur une série de données couvrant la période 1971-2000. En 2020, Météo-France publie une typologie des climats de la France métropolitaine dans laquelle la commune est dans une zone de transition entre le climat océanique et le climat océanique altéré et est dans la région climatique Nord-est du bassin Parisien, caractérisée par un ensoleillement médiocre, une pluviométrie moyenne régulièrement répartie au cours de l'année et un hiver froid (3 °C).
Pour la période 1971-2000, la température annuelle moyenne est de 10,7 °C, avec  une amplitude thermique annuelle de 15,2 °C. Le cumul annuel moyen de précipitations est de 693 mm, avec 11,2 jours de précipitations en janvier et 8,9 jours en juillet. Pour la période 1991-2020 la température moyenne annuelle observée sur la station météorologique la plus proche, située sur la commune de Chauny à 4 km à vol d'oiseau, est de 11,1 °C et le cumul annuel moyen de précipitations est de 709,9 mm,. Pour l'avenir, les paramètres climatiques de la commune estimés pour 2050 selon différents scénarios d'émission de gaz à effet de serre sont consultables sur un site dédié publié par Météo-France en novembre 2022.

## Urbanisme

### Typologie
Au 1er janvier 2024, Abbécourt est catégorisée ceinture urbaine, selon la nouvelle grille communale de densité à 7 niveaux définie par l'Insee en 2022.
Elle est située hors unité urbaine. Par ailleurs la commune fait partie de l'aire d'attraction de Chauny, dont elle est une commune de la couronne,. Cette aire, qui regroupe 23 communes, est catégorisée dans les aires de moins de 50 000 habitants,.

### Occupation des sols
L'occupation des sols de la commune, telle qu'elle ressort de la base de données européenne d'occupation biophysique des sols Corine Land Cover (CLC), est marquée par l'importance des territoires agricoles (76,1 % en 2018), en diminution par rapport à 1990 (84,9 %). La répartition détaillée en 2018 est la suivante : 
terres arables (46,1 %), prairies (23,4 %), forêts (10,1 %), zones urbanisées (7,4 %), zones agricoles hétérogènes (6,6 %), milieux à végétation arbustive et/ou herbacée (6,4 %).
L'évolution de l'occupation des sols de la commune et de ses infrastructures peut être observée sur les différentes représentations cartographiques du territoire : la carte de Cassini (XVIIIe siècle), la carte d'état-major (1820-1866) et les cartes ou photos aériennes de l'IGN pour la période actuelle (1950 à aujourd'hui).

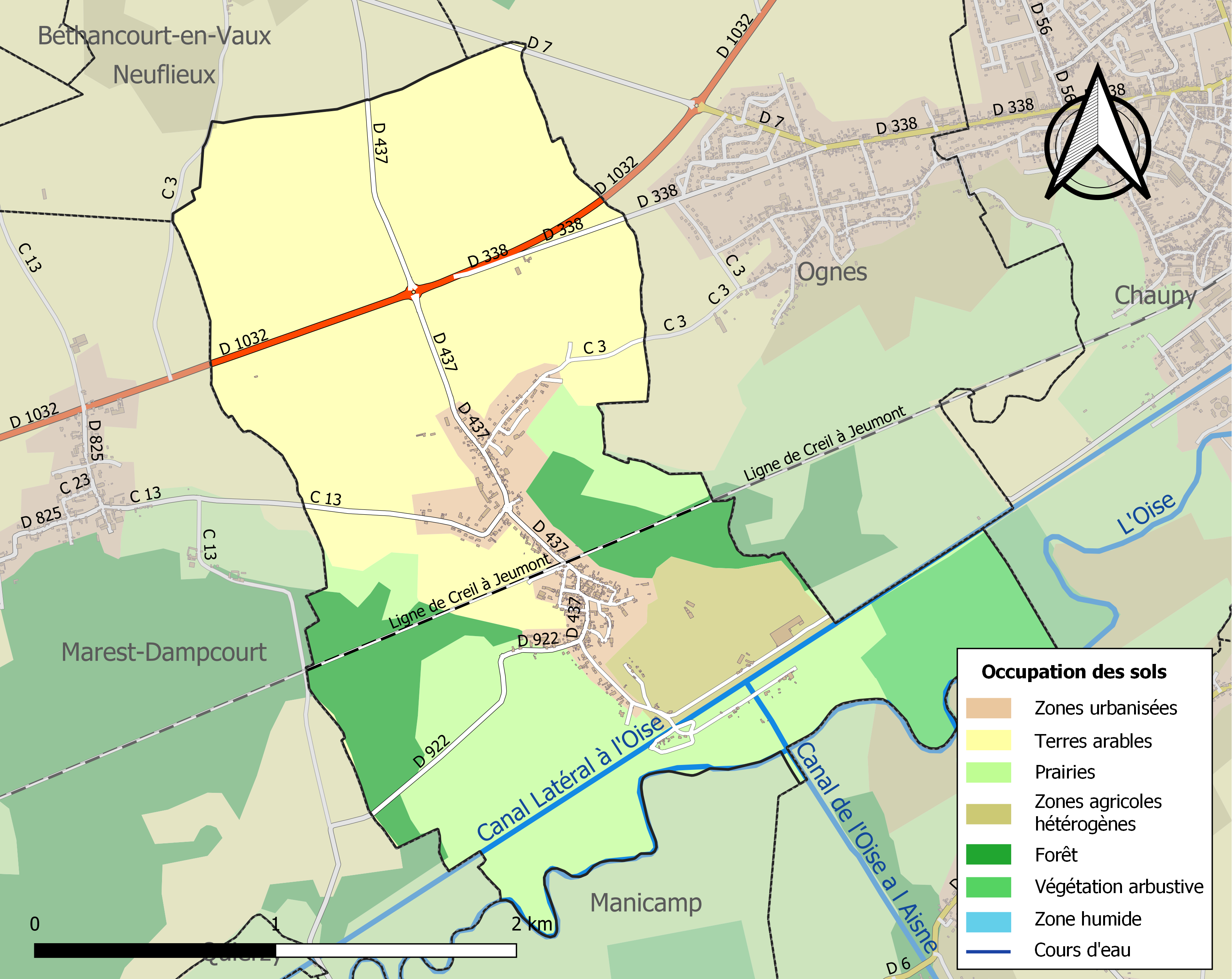
Carte des infrastructures et de l'occupation des sols de la commune en 2018 (CLC).

### Voie de communication et de transports

#### Voies routières

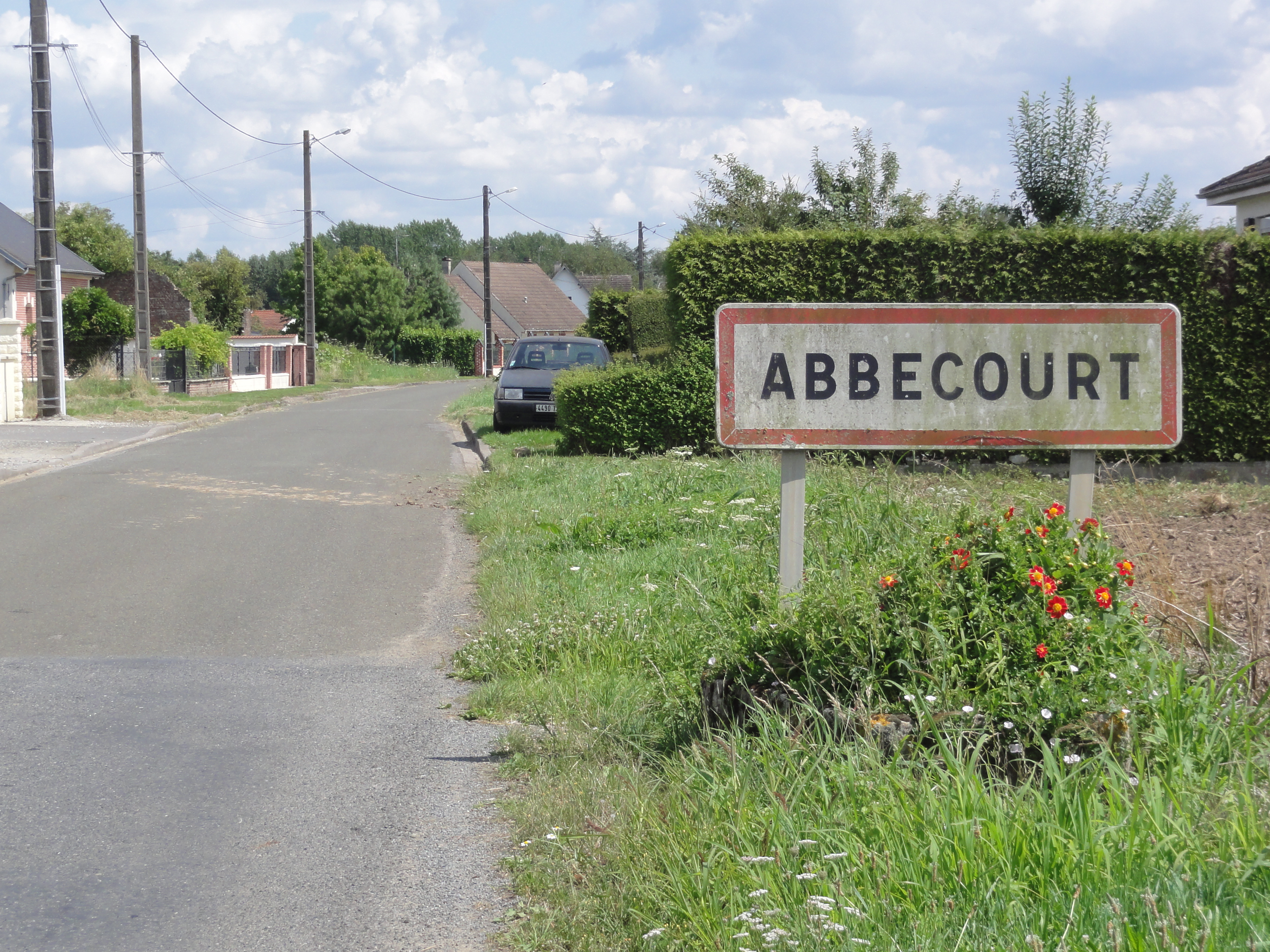
Entrée d'Abbécourt.

La D 1032 qui relie Noyon à Chauny passe au nord de la commune et elle ne traverse pas le village, qui est relié à la D 1032 par la D 437. Une route dénommée D 922 permet de relier Abbécourt à Quierzy en passant par Manicamp. L'autoroute la plus proche est l'A26, située à 28,5 km de la commune.

#### Transports

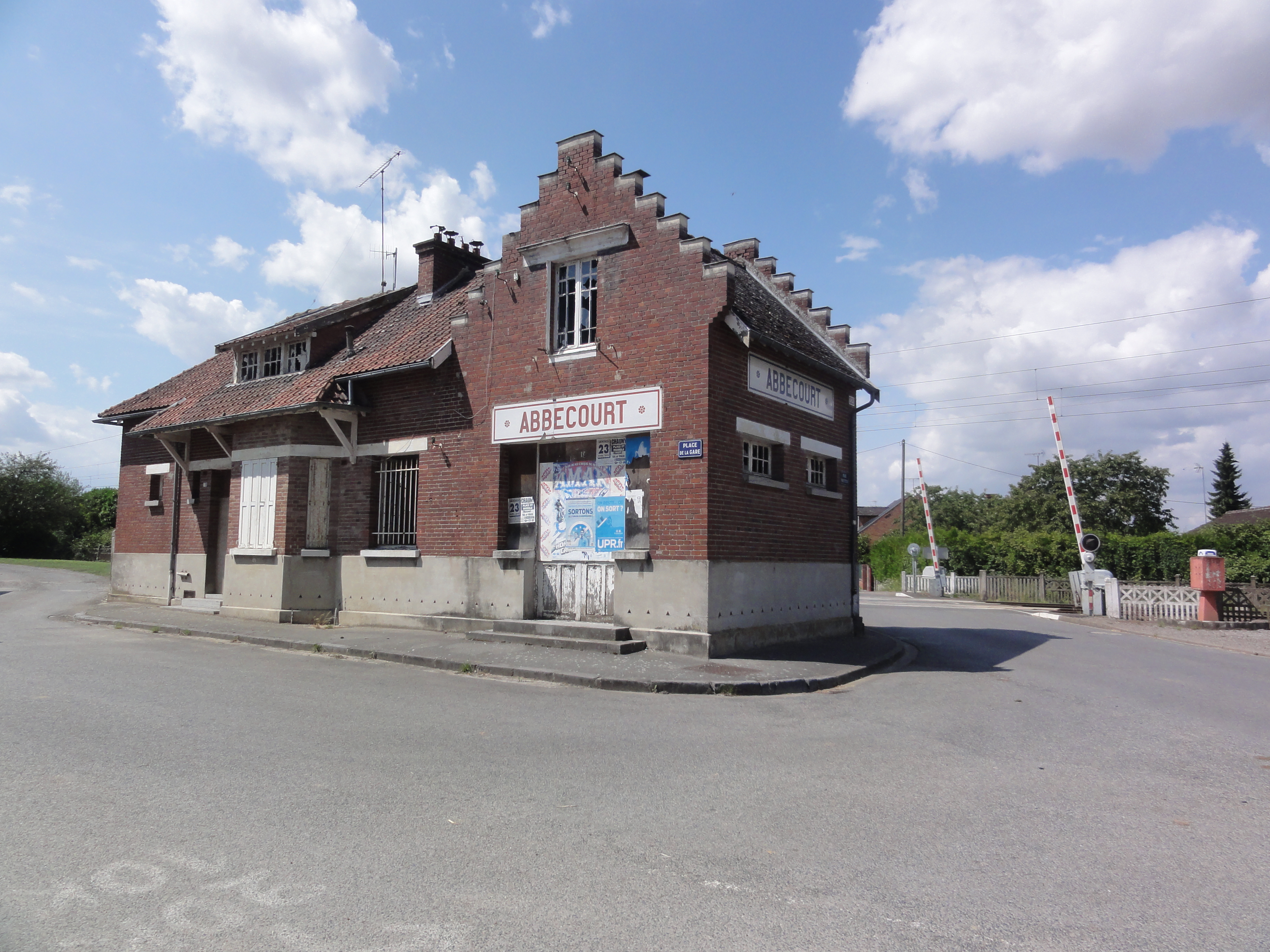
L'ancienne gare.

La commune est traversée par la ligne de Creil à Jeumont. La gare la plus proche qui dessert la commune est celle de Chauny mais auparavant, une gare desservait la commune ; la commune est desservie par le t.a.c (transport agglomération chaunoise).

## Toponymie
Le nom de la localité est attesté sous les formes Abecurt en 1151 (charte de l'abbaye de Prémontré) ; Abbécourt en 1711 ; Abbecourt vers 1750 (carte de Cassini) ; Abbécourt au XIXe siècle.
Il s'agit d'une formation en -court, caractéristique du haut Moyen Âge et du Nord de la France. Le mot court (curt, cort en ancien français) avait autrefois le sens de « cour de ferme, ferme, domaine rural » (parallèle au mot germanique hof cf. allemand Hof « cour, ferme »). Il est issu du bas latin cōrtem, comprendre gallo-roman CŌRTE, issus du latin classique cohors, cohortis. Le mot cour qui en procède, a une orthographe différente par analogie avec le latin curia, voir cependant courtois.
Il est généralement précédé d'un nom de personne germanique au cas régime, mais ici ce n'est pas le cas comme le montrent les formes anciennes : il s'agit du bas latin abbas, abbatis « abbé », comprendre gallo-roman ABBATE qui a régulièrement donné le français abbé. Le sens global du toponyme est « domaine rural de l'abbé ». Par contre, le nom de personne germanique Abbo aurait donné Abbon-, Aban- au cas régime, comme dans certains Abancourt de Picardie et de Normandie dont Abancourt (Seine-Maritime, Abencourt vers 1240).

Remarque : ce village, d'après la tradition, devrait son origine et son nom à une ferme bâtie par un abbé de Saint-Médard de Soissons.
Homonymie avec Abbecourt (Oise, Abattis curtis en 1224).

## Histoire

### Origine
La commune doit son origine à un abbé de l'abbaye Saint-Médard de Soissons qui a donné son nom à une ferme, située dans l'actuelle commune. Les premiers renseignements historiques de la commune ne datent que du IXe siècle.

### Moyen Âge
La commune formait une seigneurie avec son propre château et ses seigneurs du lieu sur son territoire où vivaient ses seigneurs d'où le don d'Isabelle, dame d'Abbécourt, en 1265 d'un muid de blé de rente à percevoir sur le moulin et la seigneurie aux religieux de l'abbaye Sainte-Élisabeth de Genlis, qui se situe actuellement à Villequier-Aumont. En 1405, la seigneurie est achetée par le seigneur de Genlis, Jean de Hangest. En 1457, la région connait un épisode de peste puis, en 1471, un épisode de famine.

### Époque moderne
En 1579, le seigneur de Crosne, Pierre Brûlart de Genlis (1535-1608), dit le « Capitaine de Crosne »,  achète la terre d'Abbécourt au seigneur de Genlis. En 1581, un terrier d'Abbécourt est dressé grâce à des lettres accordées par le roi et le secrétaire d'État. Lors des épisodes de la Fronde, le village est pillé par les Espagnols lors du siège de Chauny en 1652. Abbécourt est de nouveau rattachée au marquisat de Genlis en 1645 mais elle est séparée de nouveau en 1685 où elle a relevé de l'abbaye de Saint-Médard. En 1736, elle est rentrée définitivement dans le domaine du marquisat de Genlis jusqu'à la Révolution. Ce marquisat devient le duché de Villequier-Aumont en 1774. À la veille de la Révolution, l'actuelle commune fait partie de l'intendance de Soissons de la subdélégation et du bailliage de Chauny. La paroisse d'Abbécourt est quant à elle rattachée à l'évêché de Noyon.

### Période contemporaine
Lors de la Révolution, Abbécourt est devenu une commune indépendante relevant du district de Chauny et du canton du même nom. Lors de la campagne de France en 1814, les troupes prussiennes de Bülow ont traversé la commune, en pillant les habitations, et pour contrer le mouvement offensif de Napoléon Ier. Lors de la guerre franco-allemande de 1870, le village est occupé par les Allemands.
La Première Guerre mondiale a laissé un impact important sur Abbécourt, le village est occupé dès le 1er septembre 1914 par les Allemands qui mettent en place un administrateur communal qui les représente et un nouveau maire. Face à l'avancée des troupes britanniques, les Allemands ont détruit le village le 19 mars 1917 dans leur repli jusqu'au front Hindenbourg. Lors de l'offensive allemande de mars 1918, Abbécourt est de nouveau occupée le 24 mars 1918 avant la contre-offensive alliée, le village est définitivement libéré le 6 septembre 1918. À la suite de la guerre et de sa destruction, la commune a reçu la croix de guerre par arrêté du 17 octobre 1920.

## Politique et administration

### Liste des maires
À la suite des élections municipales de 2014, le conseil municipal d'Abbécourt est composé de 11 conseillers municipaux dont le maire de la commune. Ce nombre de conseillers est défini par les résultats du recensement de 2011 où la commune comptait 447 habitants. Le maire sortant, René Paris, est réélu à la suite de ces élections.
| Période                                  | Période                   | Identité                        | Étiquette | Qualité                                  |
| ---------------------------------------- | ------------------------- | ------------------------------- | --------- | ---------------------------------------- |
| Les données manquantes sont à compléter. |                           |                                 |           |                                          |
| 1792                                     | 1793                      | Antoine Poitevin                |           |                                          |
| 1807                                     | 1846                      | Pierre Nicolas Tourneur         |           |                                          |
| 1846                                     | 1848                      | Simon Antoine Poitevin          |           |                                          |
| 1848                                     | 1848                      | Pierre Nicolas Tourneur         |           | de mai à août                            |
| 1848                                     | 1860                      | Jean louis Gérard               |           |                                          |
| 1860                                     | 1864                      | Antoine Isidore Théodore Bigand |           |                                          |
| 1864                                     | 1870                      | Jean Louis Gérard               |           |                                          |
| 1871                                     | 1884                      | Nicolas Florentin Béguin        |           |                                          |
| 1884                                     | 1894                      | Pierre François Théodore Gérard |           |                                          |
| 1894                                     | 1908                      | Pierre Louis René Thuillier     |           |                                          |
| 1908                                     | 1909                      | Émile Jules Alexandre Crapet    |           | démission pour motif personnel,          |
| 1909                                     | 1913                      | Jean Louis Prudhommeaux         |           | (décès)                                  |
| 1913                                     | 1914                      | Émile Jules Alexandre Crapet    |           | destitution par les Allemands            |
| 1914                                     | 1919                      | Férandelle                      |           | administrateur communal Charles Béguin   |
| 1919                                     | 1941                      | Émile Crapet                    |           | destitué par Vichy pour franc-maçonnerie |
| 1944                                     | 1945                      | Émile Crapet                    |           |                                          |
| mars 1983                                | En cours (au 12 mai 2014) | René Pâris                      | DVD       | Réélu pour le mandat 2020-2026,          |

### Instances judiciaires et administratives
Sur le plan judiciaire, Abbécourt est rattachée à divers échelons judiciaires. Pour le commerce, la commune dépend du tribunal de commerce de Saint-Quentin. Abbécourt fait partie de la zone de compétences des tribunaux d'enfance, d'instance et de grand instance de Laon et les appels s'effectuent au tribunal d'Amiens. Dans le domaine administratif, elle est rattachée au tribunal d'Amiens mais les appels dans ce domaine se déroulent au tribunal de Douai. Le Conseil de prud'hommes dont la commune dépend est celui de Laon.
Sur le plan administratif, la commune est intégrée dans le canton de Chauny, rattaché à l'arrondissement de Laon. Elle fait partie comme 22 autres communes de la communauté de communes Chauny-Tergnier.

### Tendances politiques et résultats
Lors des élections européennes de 2019, Abbécourt vote légèrement plus que la moyenne (53,55 % de participation contre 50,12 %).
Le Rassemblement national arrive en tête avec 55,61 % des voix et 109 suffrages dans cette ville où, lors du second tour de l'élection présidentielle de 2017, Marine Le Pen avait obtenu 72 % des voix.
La République en Marche arrive derrière avec 10,20 % des suffrages, score national 22,41 %.
La France insoumise et Europe Écologie Les Verts arrivent eux-æquo avec 5,61 % contre respectivement 6,31 % et 13,48 % au niveau national.
Les autres partis y obtiennent moins de 5 %.
Le résultat de l'élection présidentielle de 2012 dans cette commune est le suivant :
| Candidat       | Candidat                    | Premier tour | Premier tour | Second tour | Second tour |
| Candidat       | Candidat                    | Voix         | %            | Voix        | %           |
| -------------- | --------------------------- | ------------ | ------------ | ----------- | ----------- |
|                | Eva Joly (EÉLV)             | 3            | 0,97         |             |             |
|                | Marine Le Pen (FN)          | 122          | 39,61        |             |             |
|                | Nicolas Sarkozy (UMP)       | 76           | 24,68        | 158         | 55,83       |
|                | Jean-Luc Mélenchon (FG)     | 22           | 7,14         |             |             |
|                | Philippe Poutou (NPA)       | 3            | 0,97         |             |             |
|                | Nathalie Arthaud (LO)       | 7            | 2,27         |             |             |
|                | Jacques Cheminade (SP)      | 0            | 0,00         |             |             |
|                | François Bayrou (MoDem)     | 15           | 4,87         |             |             |
|                | Nicolas Dupont-Aignan (DLR) | 6            | 1,95         |             |             |
|                | François Hollande (PS)      | 54           | 17,53        | 125         | 44,17       |
|                |                             |              |              |             |             |
| Inscrits       | Inscrits                    | 386          | 100,00       | 386         | 100,00      |
| Abstentions    | Abstentions                 | 76           | 19,69        | 77          | 19,95       |
| Votants        | Votants                     | 310          | 80,31        | 309         | 80,05       |
| Blancs et nuls | Blancs et nuls              | 2            | 0,65         | 26          | 8,41        |
| Exprimés       | Exprimés                    | 308          | 99,35        | 283         | 91,59       |

Le résultat de l'élection présidentielle de 2017 dans cette commune est le suivant :
| Candidat    | Candidat                    | Premier tour | Premier tour | Deuxième tour | Deuxième tour |  |
| Candidat    | Candidat                    | %            | Voix         | %             | Voix          |  |
| ----------- | --------------------------- | ------------ | ------------ | ------------- | ------------- |  |
|             | Nicolas Dupont-Aignan (DLF) | 5,32         | 16           |               |               |  |
|             | Marine Le Pen (FN)          | 47,51        | 143          | 72,00         | 198           |  |
|             | Emmanuel Macron (EM)        | 11,30        | 34           | 28,00         | 77            |  |
|             | Benoît Hamon (PS)           | 2,99         | 9            |               |               |  |
|             | Nathalie Arthaud (LO)       | 0,00         | 0            |               |               |  |
|             | Philippe Poutou (NPA)       | 1,66         | 5            |               |               |  |
|             | Jacques Cheminade (SP)      | 0,00         | 0            |               |               |  |
|             | Jean Lassalle (RES)         | 1,33         | 4            |               |               |  |
|             | Jean-Luc Mélenchon (LFI)    | 16,94        | 51           |               |               |  |
|             | François Asselineau (UPR)   | 0,33         | 1            |               |               |  |
|             | François Fillon (LR)        | 12,62        | 38           |               |               |  |
|             |                             |              |              |               |               |  |
| Inscrits    | Inscrits                    | 393          | 100,00       | 393           | 100,00        |  |
| Abstentions | Abstentions                 | 78           | 19,85        | 87            | 22,14         |  |
| Votants     | Votants                     | 315          | 80,15        | 306           | 77,86         |  |
| Blancs      | Blancs                      | 0            | 0,00         | 24            | 7,84          |  |
| Nuls        | Nuls                        | 14           | 4,44         | 7             | 2,29          |  |
| Exprimés    | Exprimés                    | 301          | 95,56        | 275           | 89,87         |  |

## Équipements et services publics

### Enseignement

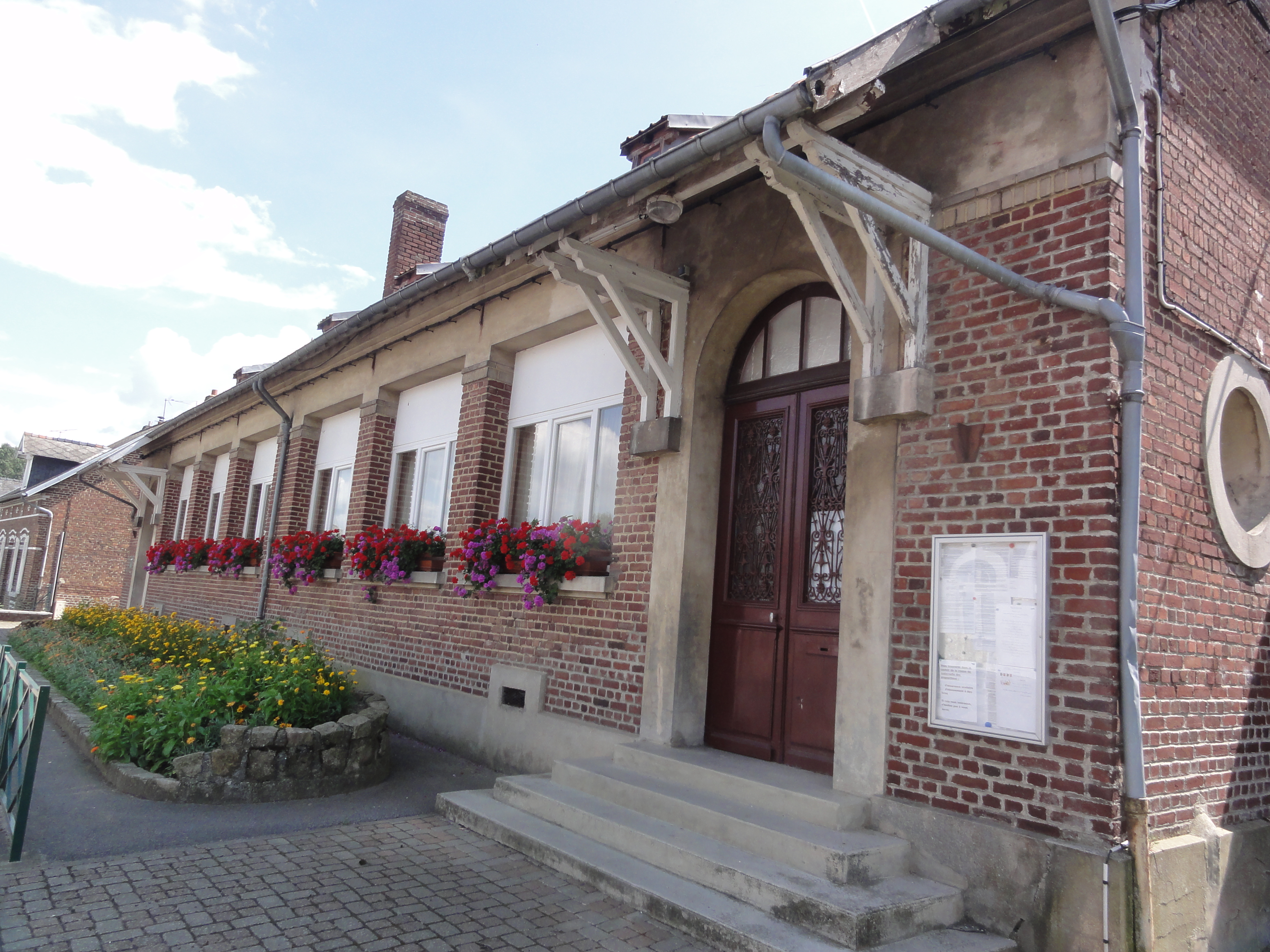
L'école.

Une école primaire publique est présente dans la commune. Cette école compte 34 élèves pour l'année scolaire 2011-2012 selon le site du ministère de l'Éducation nationale.
Pour l'enseignement secondaire, les élèves d'Abbécourt se rendent essentiellement dans les collèges et lycées de Chauny. Ils ont la possibilité de s'orienter vers des établissements publics ou privés. Le seul établissement scolaire privé de Chauny est le collège-lycée Saint-Charles. Dans le public, on compte deux collèges et deux lycées. Pour l'enseignement dans les lycées professionnels, les élèves font leur scolarité soit au lycée professionnel Gay-Lussac, soit au lycée privé professionnel Saint-Charles. Il y a aussi, à Chauny, un lycée privé agricole Robert-Schumann.

### Santé
Sur le plan médical, il n'existe aucun service présent dans la commune mais la proximité avec la ville de Chauny, qui est à 5,5 km d'Abbécourt, permet aux Abbécourtois d'effectuer des consultations médicales par des médecins spécialistes ou des médecins, d'aller à la pharmacie. Un centre hospitalier est aussi présent à Chauny.

## Population et société

### Démographie
Les habitants sont appelés les Abbécourtois.

#### Évolution
L'évolution du nombre d'habitants est connue à travers les recensements de la population effectués dans la commune depuis 1793. Pour les communes de moins de 10 000 habitants, une enquête de recensement portant sur toute la population est réalisée tous les cinq ans, les populations de référence des années intermédiaires étant quant à elles estimées par interpolation ou extrapolation. Pour la commune, le premier recensement exhaustif entrant dans le cadre du nouveau dispositif a été réalisé en 2005.

En 2022, la commune comptait 513 habitants, en évolution de +3,43 % par rapport à 2016 (Aisne : −1,97 %, France hors Mayotte : +2,11 %).
| 1793 | 1800 | 1806 | 1821 | 1831 | 1836 | 1841 | 1846 | 1851 |
| ---- | ---- | ---- | ---- | ---- | ---- | ---- | ---- | ---- |
| 484  | 554  | 564  | 594  | 685  | 662  | 661  | 720  | 680  |

| 1856 | 1861 | 1866 | 1872 | 1876 | 1881 | 1886 | 1891 | 1896 |
| ---- | ---- | ---- | ---- | ---- | ---- | ---- | ---- | ---- |
| 660  | 657  | 692  | 653  | 654  | 635  | 669  | 640  | 663  |

| 1901 | 1906 | 1911 | 1921 | 1926 | 1931 | 1936 | 1946 | 1954 |
| ---- | ---- | ---- | ---- | ---- | ---- | ---- | ---- | ---- |
| 650  | 615  | 591  | 438  | 544  | 510  | 427  | 476  | 510  |

| 1962 | 1968 | 1975 | 1982 | 1990 | 1999 | 2005 | 2006 | 2010 |
| ---- | ---- | ---- | ---- | ---- | ---- | ---- | ---- | ---- |
| 558  | 512  | 468  | 471  | 467  | 447  | 472  | 474  | 528  |

| 2015 | 2020 | 2022 | - | - | - | - | - | - |
| ---- | ---- | ---- | - | - | - | - | - | - |
| 497  | 505  | 513  | - | - | - | - | - | - |

#### Pyramide des âges
En 2021, le taux de personnes d'un âge inférieur à 30 ans s'élève à 36,2 %, soit au-dessus de la moyenne départementale (34,5 %). À l'inverse, le taux de personnes d'âge supérieur à 60 ans est de 20,0 % la même année, alors qu'il est de 27,8 % au niveau départemental.
En 2021, la commune comptait 255 hommes pour 252 femmes, soit un taux de 50,30 % d'hommes, légèrement supérieur au taux départemental (48,83 %).
Les pyramides des âges de la commune et du département s'établissent comme suit :
| Hommes | Classe d’âge | Femmes |
| ------ | ------------ | ------ |
| 0,0    | 90 ou +      | 0,8    |
| 4,3    | 75-89 ans    | 7,5    |
| 13,2   | 60-74 ans    | 14,5   |
| 23,5   | 45-59 ans    | 20,2   |
| 22,1   | 30-44 ans    | 21,7   |
| 15,4   | 15-29 ans    | 15,2   |
| 21,5   | 0-14 ans     | 20,2   |

| Hommes | Classe d’âge | Femmes |
| ------ | ------------ | ------ |
| 0,7    | 90 ou +      | 1,9    |
| 6,7    | 75-89 ans    | 9,5    |
| 18,1   | 60-74 ans    | 18,8   |
| 20,2   | 45-59 ans    | 19,6   |
| 18,1   | 30-44 ans    | 17,5   |
| 17,1   | 15-29 ans    | 15,2   |
| 19,2   | 0-14 ans     | 17,6   |

### Manifestations culturelles et festivités
La fête communale a lieu tous les 4es dimanches de juin. Cela est dû à la proximité avec le 24 juin, jour de la Saint-Jean-Baptiste, saint patron de l'église de la commune. Une brocante a aussi lieu tous les premiers dimanches d'octobre.

### Cultes
Le culte catholique est pratiqué à Abbécourt en relation avec l'église Saint-Jean-Baptiste. Au niveau de ce culte, Abbécourt appartient au diocèse catholique de Soissons, Laon et Saint-Quentin, lui-même subdivision de la province ecclésiastique de Reims.
L'église de la commune fait partie de la paroisse Saint-Momble-en-Chaunois.

## Économie

### Revenus de la population et fiscalité
En 2009, le revenu fiscal médian par ménage était de 16 961 euros, c'est environ 34 000 euros de moins que la commune située au 1er des ménages en métropole.

### Entreprises et commerces
Industries présentes sur le territoire de la commune :
- menuiserie ;
- métallurgie ;
- serrurerie ;
- électricien ;
- carreleur ;
- garagiste.

Les petits commerces de proximité ont disparu.

## Culture locale et patrimoine

### Lieux et monuments
- Église Saint-Jean-Baptiste d'Abbécourt : elle fut reconstruite après la Première Guerre mondiale et elle conserve toujours quelques parties anciennes dans l'édifice.
- Monuments aux morts pour les guerres 1870-1871, 1914-1918 et 1939-1945.
- Un lavoir.
- Pont-canal construit sous Napoléon Ier.
- Ancienne gare SNCF.

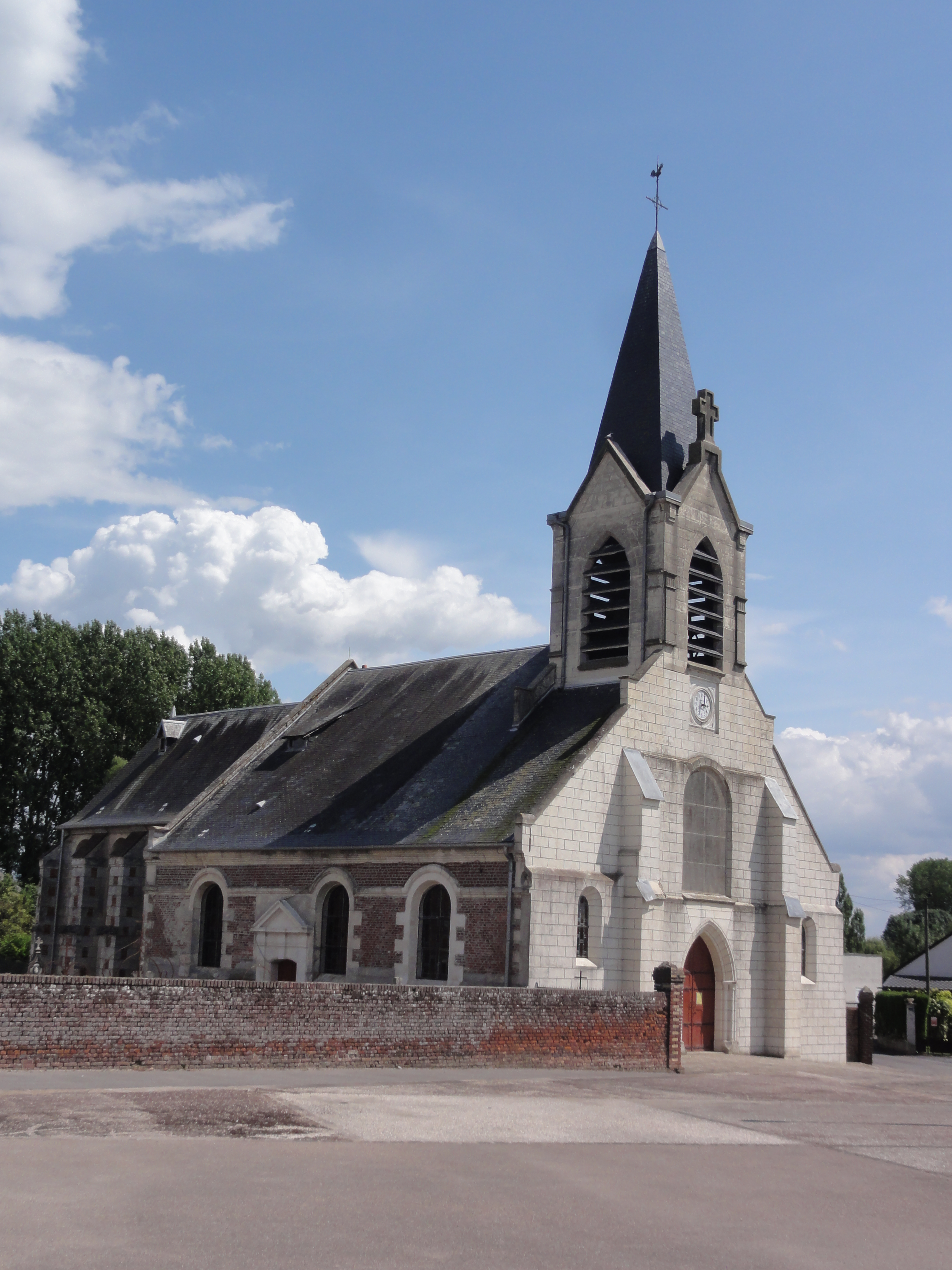
Église Saint-Jean-Baptiste.
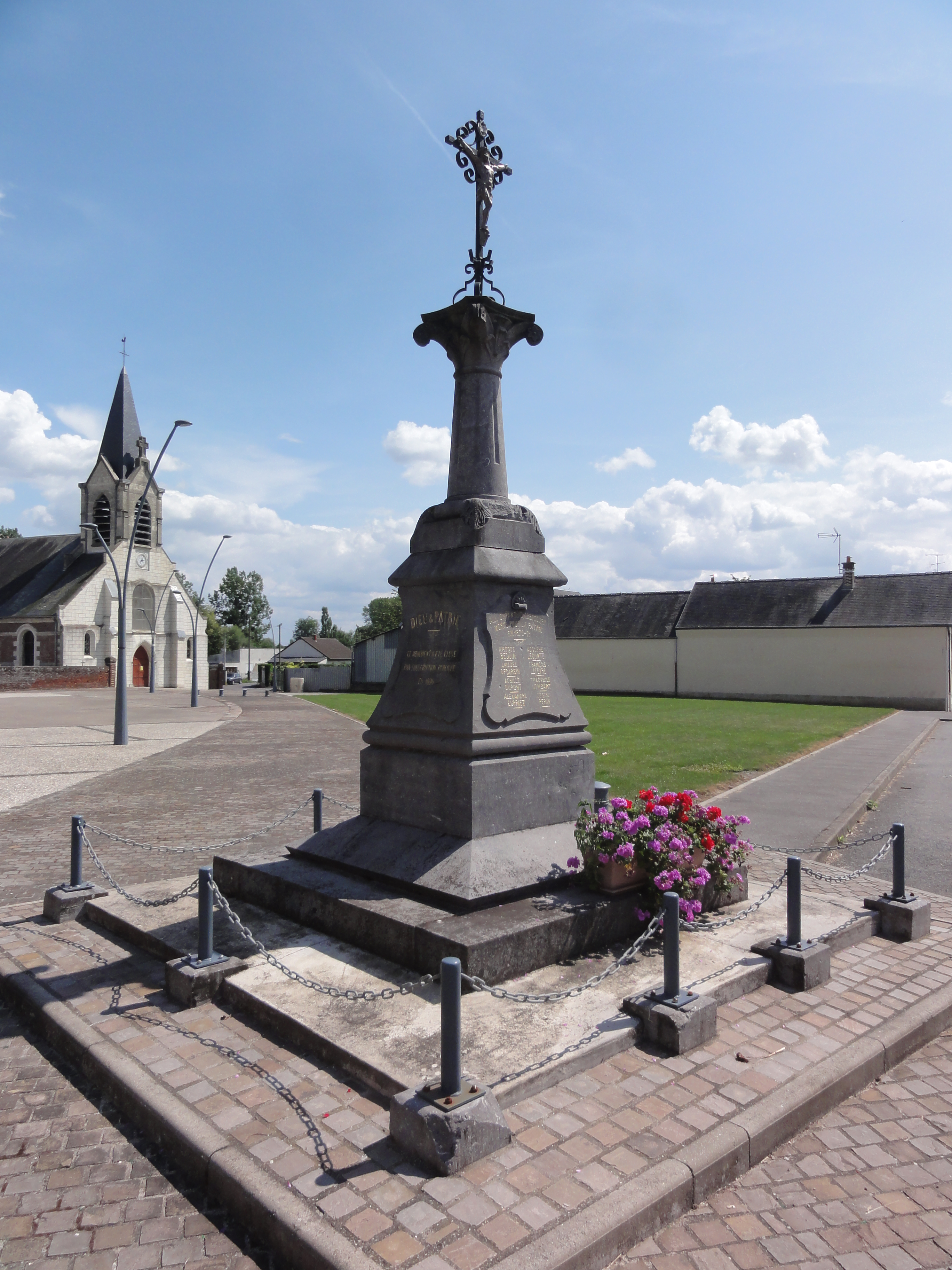
Monument aux morts 1870-1871.
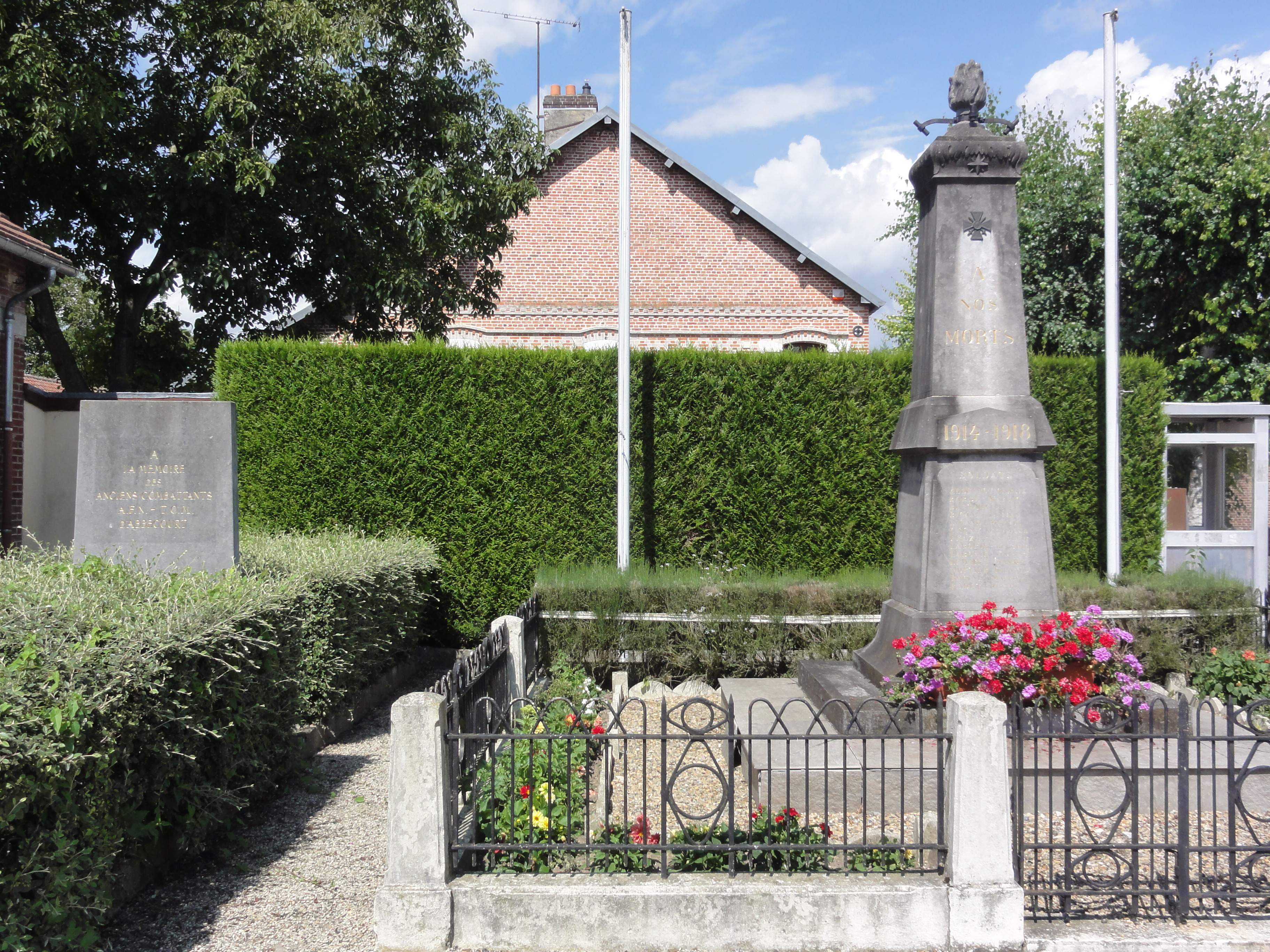
Monument aux morts 1914-1918.